# Lew Naumowitsch Schewrin
Lew Naumowitsch Schewrin (russisch Лев Наумович Шеврин, englische Transkription Lev Shevrin; * 4. Januar 1935 in Swerdlowsk; † 23. Oktober 2021) war ein russischer Mathematiker, der sich mit Algebra und Mathematikpädagogik befasste.

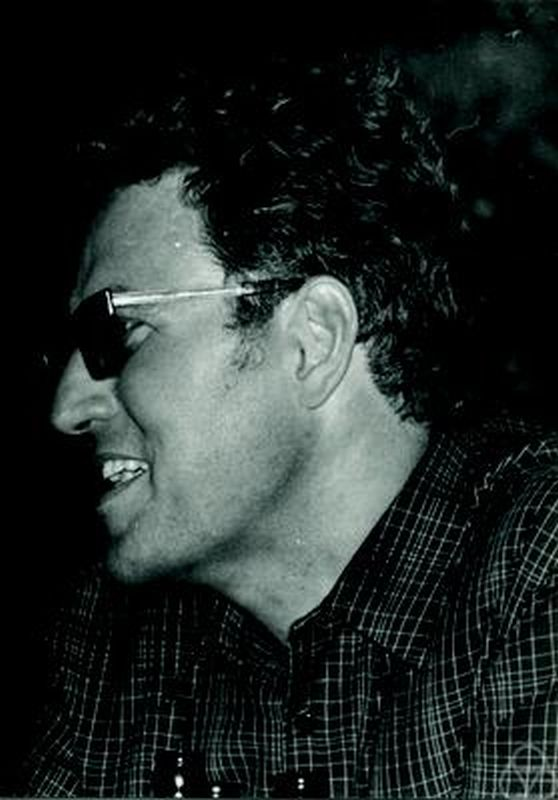
Lew Schewrin, Oberwolfach 1976

## Leben
Schewrin erwarb 1957 sein Diplom in Mathematik an der Staatlichen Universität des Ural in Swerdlowsk, wurde dort 1961 bei Pjotr Grigorjewitsch Kontorowitsch promoviert und 1966 habilitiert (russischer Doktortitel). Ab 1968 hatte er dort den Lehrstuhl für Algebra und Geometrie inne.
Als Wissenschaftler war er Spezialist für die Theorie von Halbgruppen.
Schewrin ist als Autor mathematischer Kinderbücher bekannt. Er hielt regelmäßig Kurse und Vorlesungen für Mathematiklehrer in der Sowjetunion. 1990 erhielt er für sein Wirken in der Mathematikpädagogik den José-Vasconcelos-Weltpreis für Erziehung des Weltkulturrats.
Zu seinen Doktoranden gehörten Olga Kharlampovich, Mark Sapir (Vanderbilt University), Michail Wladimirowitsch Wolkow (Staatliche Universität des Urals) und Avraham Trakhtman.

## Schriften
- Semi-Groups, Encyclopedia of Mathematics, Springer Verlag